# Pêche Melba

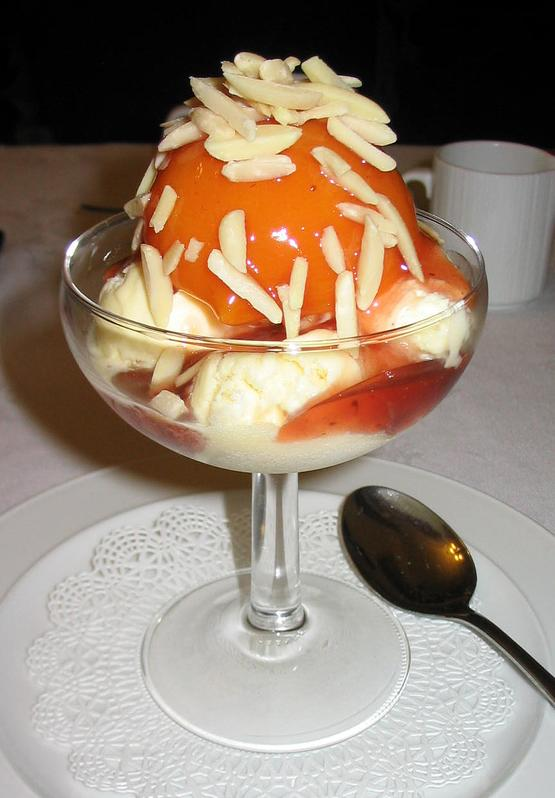

El Pêche Melba (en español Melocotón Melba y Copa Melba) es un postre de la cocina francesa inventado en Londres en honor a Nellie Melba, cantante de ópera australiana. El plato combina dos frutas de la temporada de verano: melocotón (durazno) y frambuesa, sobre una base de helado de vainilla. Se festeja esta receta el 13 de enero de cada año.

## Historia
El famoso postre fue ideado por primera vez en el año 1892 o 1893 por el cocinero francés Auguste Escoffier cuando servía en el hotel Savoy de Londres. Dedicó su invención a la cantante de ópera australiana Nellie Melba que actuaba en el Royal Opera House ya que admiraba su gran voz. Mandó servir melocotones cocidos sobre un lecho de helado de vainilla en un timbal de plata encajado entre las alas de un cisne esculpido en un bloque de hielo y recubierto de azúcar glasé. 
Hoy en día se sirve el melocotón melba en una copa, napado con coulis de frambuesa. Se suele adornar con nata montada pero la receta original no llevaba.

## Confusión
Se denomina también "melba" a una guarnición que acompaña a piezas pequeñas de carne que llevan tomates rellenos.[cita requerida]